# Élections législatives moldaves de 2025
Les élections législatives moldaves de 2025 sont prévues le 28 septembre 2025 afin de renouveler les 101 députés du Parlement moldave.

## Contexte

### Élections législatives de 2021
Les élections législatives de juillet 2021 voient la victoire du Parti action et solidarité qui arrive largement en tête avec plus de la moitié des suffrages exprimés, contre moins d'un tiers pour le Bloc électoral des communistes et socialistes, arrivé deuxième. Outre ces deux formations, seul le Parti Șor parvient à franchir le seuil électoral nécessaire pour obtenir des sièges. Les résultats sont confirmés par la Cour constitutionnelle le 23 juillet.
La présidente Maia Sandu remporte ainsi son pari en s'assurant le contrôle du parlement, nécessaire pour la mise en œuvre de sa politique centrée sur la lutte contre la corruption et le rapprochement avec l'Union européenne.
La nouvelle législature tient sa session inaugurale le 26 juillet, présidée par le doyen des nouveaux députés, Édouard Smirnov. Igor Grosu est ensuite élu président du parlement le 29, la veille de la nomination par Maia Sandu de Natalia Gavrilița au poste de Première ministre. Cette dernière reçoit la confiance du parlement par 61 voix sur 101 le 6 août.

### Invasion de l'Ukraine par la Russie

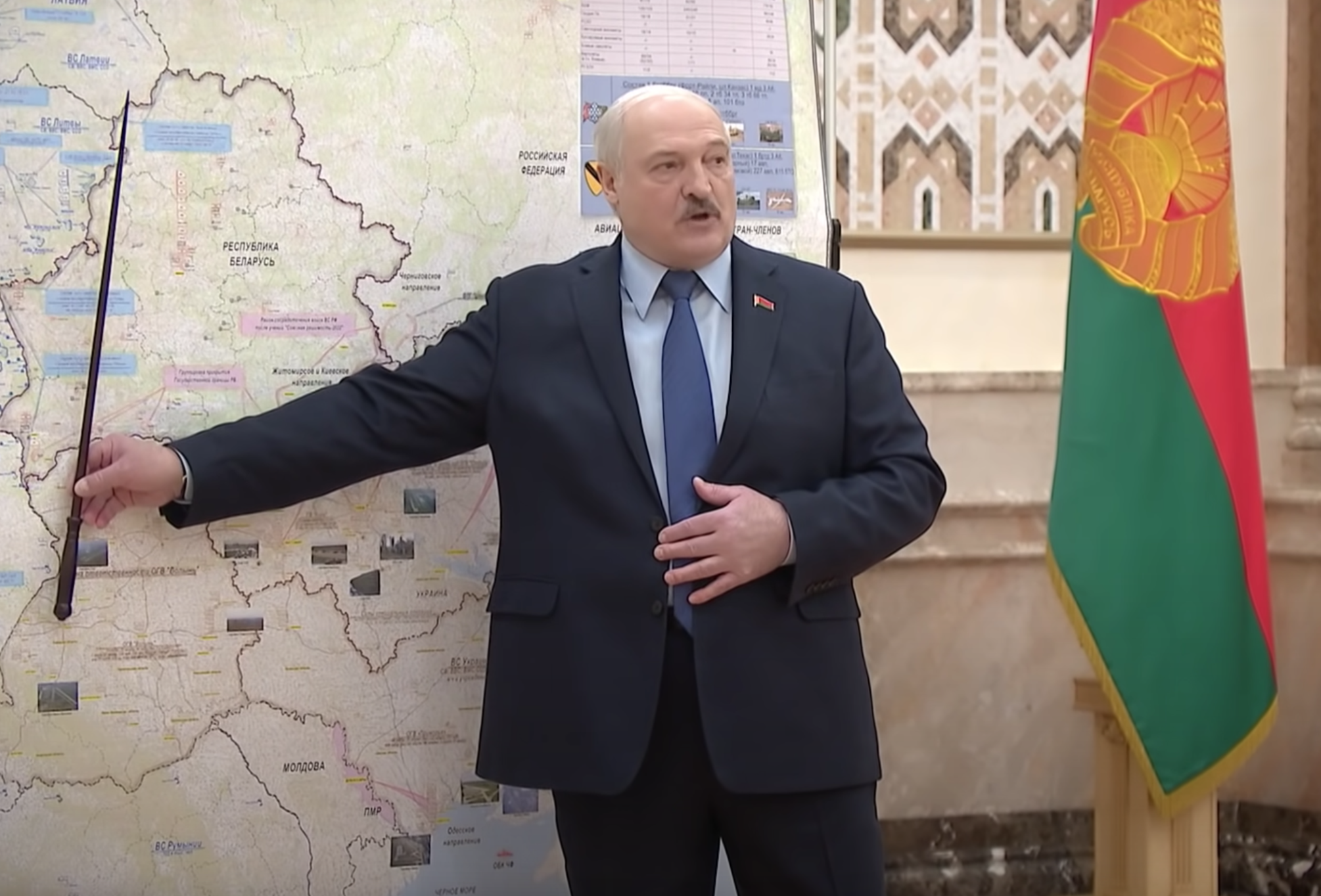
Le président biélorusse Alexandre Loukachenko devant un plan de mouvement des troupes russes vers la Moldavie.

La vie politique de la Moldavie se retrouve profondément affectée par l'invasion de l'Ukraine par la Russie le 24 février 2022. Si le pays n'est pas directement touché par les combats, il est largement considéré comme l'étape suivante de l'avancée russe en cas de victoire sur l'Ukraine, en particulier à cause de l'existence de la république autoproclamée de Transnistrie, qui a fait unilatéralement sécession de la Moldavie en 1990 avec la protection de troupes russes et réclame depuis à plusieurs reprises son rattachement à la fédération de Russie.
Au premier jour de l'invasion de l'Ukraine par la Russie, Maia Sandu annonce l'ouverture des frontières aux Ukrainiens souhaitant se mettre en sécurité en Moldavie ou y passer pour rejoindre d'autres pays européens . Le 3 mars suivant, elle annonce la signature d'une demande formelle d'adhésion de la Moldavie à l'Union européenne. Les vingt-sept pays de l'Union répondent favorablement à cette demande et le 23 juin 2022 accordent à l'unanimité le statut de candidat à la Moldavie, ainsi qu'à l'Ukraine,. Courant 2023, Maia Sandu accuse publiquement la Russie d'avoir tenté de renverser le gouvernement moldave en utilisant des soldats habillés en civil pour attaquer des bâtiments de l'État, prendre le contrôle du gouvernement du pays et installer un gouvernement fantoche pro-russe en s'appuyant sur des oligarques moldaves en exil liés aux milieux mafieux. L'évènement provoque une crise dans les relations entre les deux pays,.

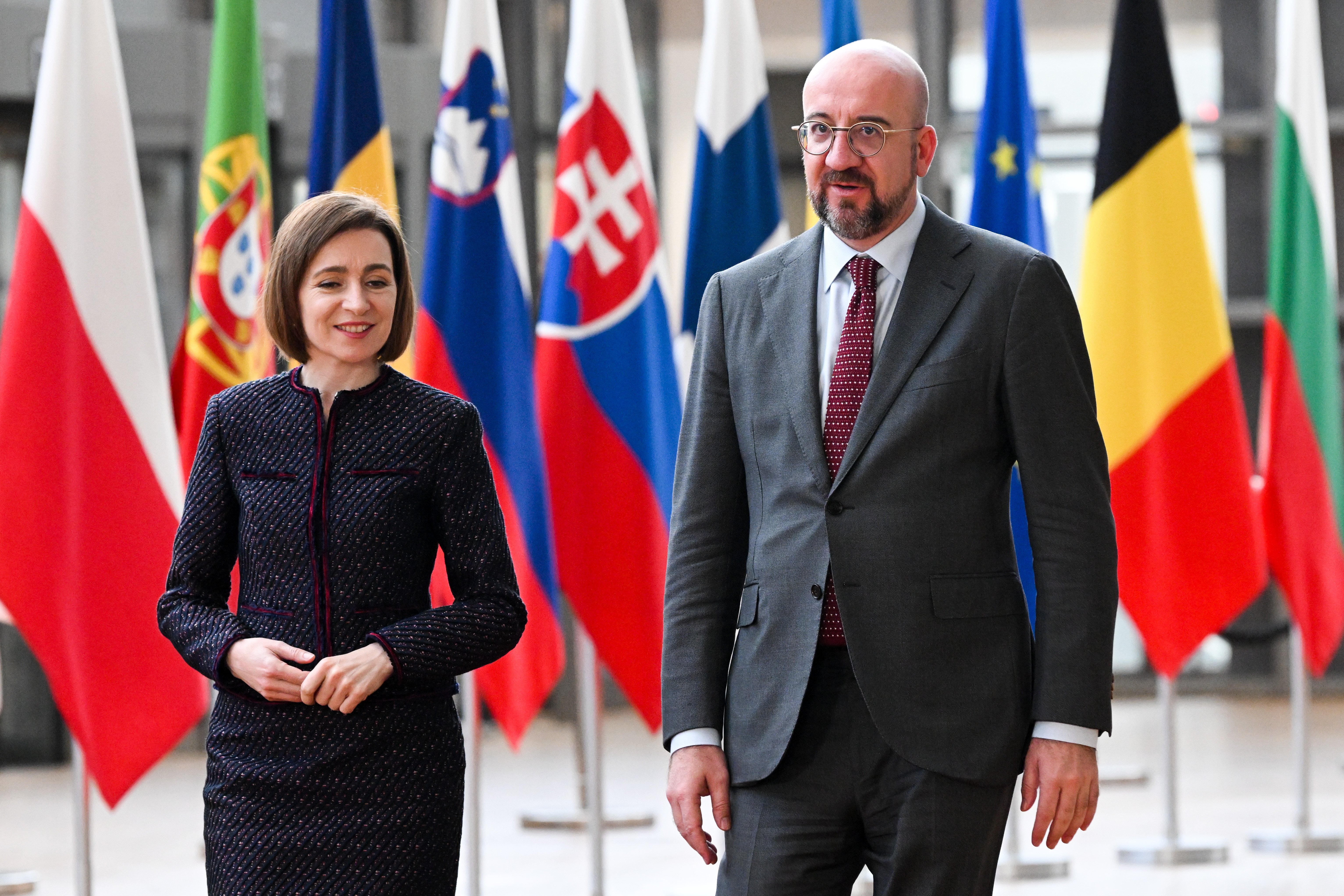
Maia Sandu avec le président du Conseil européen Charles Michel, en avril 2024

La guerre provoque également une crise économique qui touche durement l'économie moldave et entraine un mécontentement populaire attisé par le Parti Șor, de l'oligarque pro-russe Ilan Șor. Accusé de participer aux tentatives de déstabilisation du pays par la Russie, celui ci est interdit sur décision de la Cour constitutionnelle le 19 juin 2023. Début octobre 2024, un système d'achat de voix à grande échelle piloté par Ilan Șor est découvert par les autorités. Bien que la Moldavie soit coutumière de cette pratique, le système prend cette fois-ci une ampleur « sans précédent » avec plus de 100 000 électeurs concernés pour un total d'environ 14 millions d'euros, chaque électeur ayant reçu entre 46 et 96 euros par mois en amont du scrutin. Ilan Șor se défend en mettant en avant la légalité des versements, et en accusant le gouvernement moldave de former un État policier. L'achat massif de voix en faveur de candidats pro-russe est soupçonné d'être la première étape d'un plan de déstabilisation similaire à une guerre hybride, le déclenchement de manifestations devant s'ensuivre en cas de défaite des russophiles.
L'élection présidentielle de 2024 prend ainsi très tôt la forme d'un test électoral majeur pour la politique de rapprochement avec l'Union européenne amorcée par Maia Sandu, qui se porte candidate à un second mandat,. Ses principaux adversaires, dont notamment Alexandr Stoianoglo du PSRM, et Renato Usatîi de Notre Parti (PN), prônent en effet une politique diamétralement opposée de rapprochement avec la Russie,. 
Consciente de l'importance de ce sujet sur la campagne, Maia Sandu use de sa majorité au parlement pour convoquer un référendum sur l'inscription de l'objectif d'adhésion à l'Union européenne dans la Constitution, organisé en même temps que le premier tour de la présidentielle,.

### Élection présidentielle de 2024
Le premier tour de scrutin présidentiel bénéficie d'une bonne participation. Le taux de 33 % nécessaire à la validation des résultats est ainsi atteint dès 15h, avec 36 % de participation.
Maia Sandu arrive une nouvelle fois largement en tête du premier tour avec plus de 42 % des voix. La présidente sortante se retrouve néanmoins fragilisée par la victoire en demi-teinte du camp pro-européen au référendum constitutionnel organisé simultanément, pour la campagne duquel elle s'était personnellement impliquée et qui voit la perspective d'une adhésion à l'Union européenne approuvée par 50,35 % des voix. Dans ce dernier comme lors du premier tour, la Moldavie souffre de ce que Maria Sandu qualifie d'opérations de propagande et d'achats de voix menées par des groupes criminels en collaboration avec la Russie, qu'elle dénonce comme une « attaque sans précédent contre la démocratie ». Plus de 150 000 voix auraient ainsi été achetés en faveur des positions et candidats pro-russes.
Bien qu'arrivé deuxième, son adversaire Alexandr Stoianoglo, du russophile Parti des socialistes parvient à dépasser les prévisions des sondages et dispose d'importantes réserves de voix dont manque Maia Sandu, augurant ainsi d'un second tour très serré. Sur les candidats ayant échoués à se qualifier, seul Octavian Țîcu appelle ainsi à voter « contre Stoianoglo ». Si le candidat des socialistes ne reçoit le soutien officiel que de Victoria Furtună, plusieurs autres candidats appellent à voter « contre Sandu » : Irina Vlah, Vasile Tarlev, Ion Chicu et Natalia Morari,,,. Les trois candidats restants refusent de se prononcer : soit Andrei Năstase, Tudor Ulianovschi et surtout Renato Usatîi qui, arrivé troisième avec près de 14 % des suffrages, constitue la principale réserve de voix,,.
Maia Sandu est finalement réélue à l'issue du second tour avec plus de 55 % des suffrages. Comme les votes opposés à l'Union européenne lors du référendum, Stoianoglo arrive initialement en tête, avant que le dépouillement des voix des grandes villes et de la diaspora ne fassent passer Sandu en tête. Comme en 2019, cette dernière bénéficie d'un large appui de la diaspora, mais ne l'emporte cette fois ci pas sur les seules voix exprimées dans le pays même, où Stoianoglo réunit 51 % des suffrages.
Le jour même du second tour, la police moldave annonce l'ouverture d'une enquête sur le transport par la Russie d'électeurs moldaves résidant sur le sol russe vers la Moldavie, la Biélorussie, l'Azerbaïdjan et la Turquie afin qu'ils participent au scrutin. La réélection de Maia Sandu est perçue comme un nouveau revers pour la Russie de Vladimir Poutine, et rassure les dirigeants de l'Ukraine voisine ainsi que de l'Union européenne. La présidente de la Commission européenne, Ursula von der Leyen, la félicite ainsi au lendemain du scrutin, s'affirmant « heureuse de continuer à travailler » avec elle,.
Le 17 avril 2025, le parlement vote en faveur de la tenue des élections le 28 septembre 2025 par 57 voix pour, contre 32 abstentions.

### Ingérences en amont des législatives
Le 30 juillet 2025, Maia Sandu accuse la Russie prépare une opération complexe et coordonnée d’ingérence « sans précédent » pour faire basculer dans son camp la Moldavie lors des élections de septembre. Moscou emploierait ainsi des mécanismes d’achat de votes, d'organisation de manifestations « violentes » rémunérées, de cyberattaques et de financements avec des « cryptomonnaies » ; « 100 millions d’euros » étant prévus à cet effet, selon la présidente. Maia Sandu a accusé les deux principales forces de l’opposition de profiter de ce plan pour la priver d’une majorité au Parlement qui rapprocherait l’ex-république soviétique d’une intégration à l’UE. La première de ces familles politiques est menée par le « groupe criminel » de l’oligarque prorusse Ilan Shor, et la seconde par un « prétendu courant souverainiste » qui serait assujetti, selon elle, au président russe Vladimir Poutine.

## Forces en présence
| Partis | Partis                                                                                                 | Idéologie                                                                                             | Chef de file                   | Résultats en 2021           |
| ------ | --- | --- | ------------------------------ | --------------------------- |
|        | Parti action et solidarité Partidul Acțiune și Solidaritate (PAS)                                      | Centre droit Social-libéralisme, europhilie                                                           | Igor Grosu                     | 52,80 % des voix 63 députés |
|        | Bloc électoral des communistes et socialistes Blocul Electoral al Comuniștilor și Socialiștilor (BECS) | Gauche à extrême gauche Socialisme démocratique, euroscepticisme, nationalisme de gauche, russophilie | Vladimir Voronin et Igor Dodon | 27,17 % des voix 32 députés |

## Campagne
Le scrutin est la cible d'une campagne de désinformation menée par la Russie, multipliant les infox à l'encontre du gouvernement de Maia Sandu.

## Résultats
|                                               | Parti action et solidarité                              | Parti action et solidarité                              | Parti action et solidarité                         | PAS   |  |     |     |     |               |  |  |
|                                               |                                                         | Parti des socialistes de la république de Moldavie      | Parti des socialistes de la république de Moldavie | PSRM  |  |     |     |     |               |  |  |
|                                               | Parti des communistes de la république de Moldavie      | Parti des communistes de la république de Moldavie      | PCRM                                               |       |  |     |     |     |               |  |  |
| Bloc électoral des communistes et socialistes | Bloc électoral des communistes et socialistes           | Bloc électoral des communistes et socialistes           | BECS                                               |       |  |     |     |     |               |  |  |
|                                               |                                                         | Mouvement alternatif national                           | Mouvement alternatif national                      | MAN   |  |     |     |     |               |  |  |
|                                               | Parti moldave pour le développement et la consolidation | Parti moldave pour le développement et la consolidation | PDCM                                               |       |  |     |     |     |               |  |  |
|                                               | Congrès civil                                           | Congrès civil                                           | CC                                                 |       |  |     |     |     |               |  |  |
| Bloc politique "Alternative"                  | Bloc politique "Alternative"                            | Bloc politique "Alternative"                            | A                                                  |       |  |     |     |     |               |  |  |
|                                               |                                                         | Parti du renouveau                                      | Parti du renouveau                                 | PR    |  |     | Nv. |     |               |  |  |
|                                               | Parti politique "Chance"                                | Parti politique "Chance"                                | Ș                                                  |       |  |     | Nv. |     |               |  |  |
| Bloc électoral "Victoire"                     | Bloc électoral "Victoire"                               | Bloc électoral "Victoire"                               | V                                                  |       |  |     | Nv. |     |               |  |  |
|                                               |                                                         | Plateforme vérité et dignité                            | Plateforme vérité et dignité                       | DA    |  |     |     |     |               |  |  |
|                                               | Parti du changement                                     | Parti du changement                                     | PS                                                 |       |  |     |     |     |               |  |  |
| Bloc électoral "Ensemble"                     | Bloc électoral "Ensemble"                               | Bloc électoral "Ensemble"                               | BÎ                                                 |       |  |     |     |     |               |  |  |
|                                               | Parti démocrate                                         | Parti démocrate                                         | Parti démocrate                                    | PDM   |  |     |     |     |               |  |  |
|                                               | Parti Șor                                               | Parti Șor                                               | Parti Șor                                          | PȘ    |  |     |     |     |               |  |  |
|                                               | Notre Parti                                             | Notre Parti                                             | Notre Parti                                        | PN    |  |     |     |     |               |  |  |
|                                               | Pro Moldavie                                            | Pro Moldavie                                            | Pro Moldavie                                       | PM    |  |     | Nv  |     |               |  |  |
|                                               | Parti libéral                                           | Parti libéral                                           | Parti libéral                                      | PL    |  |     |     |     |               |  |  |
|                                               | Mouvement populaire anti-mafia                          | Mouvement populaire anti-mafia                          | Mouvement populaire anti-mafia                     | MPA   |  |     |     |     |               |  |  |
|                                               | Démocratie chez soi                                     | Démocratie chez soi                                     | Démocratie chez soi                                | PPDA  |  |     |     |     |               |  |  |
|                                               | Parti des régions                                       | Parti des régions                                       | Parti des régions                                  | PRM   |  |     |     |     |               |  |  |
|                                               | Parti national libéral                                  | Parti national libéral                                  | Parti national libéral                             | PNL   |  |     |     |     |               |  |  |
|                                               | Parti vert écologiste                                   | Parti vert écologiste                                   | Parti vert écologiste                              | PVE   |  |     |     |     |               |  |  |
|                                               | Mouvement professionnel                                 | Mouvement professionnel                                 | Mouvement professionnel                            | MPSN  |  |     |     |     |               |  |  |
|                                               | Parti de la volonté du peuple                           | Parti de la volonté du peuple                           | Parti de la volonté du peuple                      | PVP   |  |     |     |     |               |  |  |
|                                               | Parti de la mère patrie                                 | Parti de la mère patrie                                 | Parti de la mère patrie                            | PP    |  |     |     |     |               |  |  |
|                                               | Alliance pour l'unité des Roumains                      | Alliance pour l'unité des Roumains                      | Alliance pour l'unité des Roumains                 | AUR   |  |     | Nv  |     |               |  |  |
|                                               | Autres partis                                           | Autres partis                                           | Autres partis                                      |       |  |     | –   |     |               |  |  |
|                                               | Indépendants                                            |                                                         |                                                    |       |  |     |     |     |               |  |  |
|                                               |                                                         |                                                         |                                                    |       |  |     |     |     |               |  |  |
| Suffrages exprimés                            |                                                         |                                                         |                                                    |       |  |     |     |     |               |  |  |
| Votes blancs et invalides                     |                                                         |                                                         |                                                    |       |  |     |     |     |               |  |  |
| Total                                         | Total                                                   | Total                                                   | Total                                              | Total |  | 100 | –   | 101 | en stagnation |  |  |
| Abstentions                                   |                                                         |                                                         |                                                    |       |  |     |     |     |               |  |  |
| Inscrits / participation                      |                                                         |                                                         |                                                    |       |  |     |     |     |               |  |  |